# Cordia podocephala
Cordia podocephala là loài thực vật có hoa trong họ Mồ hôi. Loài này được Torr. mô tả khoa học đầu tiên năm 1858.